# Hirut Meshesha
Hirut Meshesha Mero (ur. 20 stycznia 2001) – etiopska lekkoatletka, biegaczka średniodystansowa, mistrzyni igrzysk afrykańskich w 2019 i 2023 oraz medalistka halowych mistrzostw świata w 2022.

## Osiągnięcia sportowe
Zdobyła brązowy medal w biegu na 800 metrów na mistrzostwach świata juniorów młodszych w 2017 w Nairobi i złoty medal na tym dystansie na afrykańskich igrzyskach młodzieży w 2018 w Algierze. Zdobyła brązowy medal w tej konkurencji na igrzyskach olimpijskich młodzieży w 2018 w Buenos Aires oraz srebrny medal na mistrzostwach Afryki juniorów w 2019 w Abidżanie.
Startując w konkurencji seniorek zdobyła złoty medal w biegu na 800 metrów na igrzyskach afrykańskich w 2019 w Rabacie, wyprzedzając Rababe Arafi z Maroka i Halimah Nakaayi z Ugandy.
Zdobyła brązowy medal w biegu na 1500 metrów na halowych mistrzostwach świata w 2022 w Belgradzie, przegrywając jedynie ze swymi koleżankami z reprezentacji Etiopii Gudaf Tsegay i Axumawit Embaye.
W 2024 roku została po raz drugi w karierze złotą medalistką igrzysk afrykańskich, tym razem zdobyła tytuł mistrzowski w konkurencji biegu na 1500 metrów.

## Rekordy życiowe
Rekordy życiowe Mesheshy:
- bieg na 800 metrów – 1:58,54 (16 czerwca 2022, Castelló de la Plana)
- bieg na 800 metrów (hala) – 2:03,02 (14 lutego 2021, Val-de-Reuil)
- bieg na 1000 metrów – 2:35,74 (5 września 2021, Chorzów, rekord Etiopii do 2022 roku[9])
- bieg na 1500 metrów – 3:54,87 (16 lipca 2023, Chorzów)
- bieg na 1500 metrów (hala) – 3:56,47 (6 lutego 2024, Toruń)
- bieg na milę (hala) – 4:19,53 (30 stycznia 2024, Ostrawa)
- bieg na 5000 metrów – 14:33,44 (25 maja 2024, Eugene)